# Vir pri Stični
Vir pri Stični este o localitate din comuna Ivančna Gorica, Slovenia, cu o populație de 383 de locuitori.